# Бойлінг-Спрінгс (Пенсільванія)
Бойлінг-Спрінгс (англ. Boiling Springs) — переписна місцевість (CDP) в США, в окрузі Камберленд штату Пенсільванія. Населення — 3449 осіб (2020).

## Географія
Бойлінг-Спрінгс розташований за координатами 40°9′34″ пн. ш. 77°8′24″ зх. д. / 40.15944° пн. ш. 77.14000° зх. д. (40.159332, -77.139919).  За даними Бюро перепису населення США в 2010 році переписна місцевість мала площу 6,43 км², з яких 6,39 км² — суходіл та 0,03 км² — водойми.

## Демографія
Згідно з переписом 2010 року, у переписній місцевості мешкало 3225 осіб у 1216 домогосподарствах у складі 976 родин. Густота населення становила 502 особи/км².  Було 1263 помешкання (197/км²).
Расовий склад населення:
| - 96,2 % — білих - 1,4 % — азіатів - 0,6 % — чорних або афроамериканців - 0,1 % — вихідців з тихоокеанських островів - 0,1 % — корінних американців |

До двох чи більше рас належало 1,3 %. Частка іспаномовних становила 2,1 % від усіх жителів.
За віковим діапазоном населення розподілялося таким чином: 26,0 % — особи молодші 18 років, 59,1 % — особи у віці 18—64 років, 14,9 % — особи у віці 65 років та старші. Медіана віку мешканця становила 43,8 року. На 100 осіб жіночої статі у переписній місцевості припадало 94,7 чоловіків;  на 100 жінок у віці від 18 років та старших — 91,6 чоловіків також старших 18 років.
Середній дохід на одне домашнє господарство  становив 96 665 доларів США (медіана — 75 208), а середній дохід на одну сім'ю — 102 637 доларів (медіана — 87 260). Медіана доходів становила 62 721 долар для чоловіків та 39 881 долар для жінок. За межею бідності перебувало 4,3 % осіб, у тому числі 5,4 % дітей у віці до 18 років та 12,1 % осіб у віці 65 років та старших.
Цивільне працевлаштоване населення становило 1685 осіб. Основні галузі зайнятості: освіта, охорона здоров'я та соціальна допомога — 22,7 %, роздрібна торгівля — 22,2 %, науковці, спеціалісти, менеджери — 9,5 %, виробництво — 7,5 %.